# Penisola Sorrentina (vino)
La Penisola Sorrentina è una DOC riservata ad alcuni vini la cui produzione è consentita nella città metropolitana di Napoli.

## Zona di produzione

### città metropolitana di Napoli
La zona di produzione comprende l'intero territorio dei comuni: 
Gragnano, Pimonte, Lettere, Casola di Napoli, Sorrento, Piano di Sorrento, Meta, Sant'Agnello, Massa Lubrense, Vico Equense e Agerola;
e parte del territorio dei comuni di: Sant'Antonio Abate, Castellamare di Stabia.

### Sottozone
La Penisola Sorrentina DOC prevede le seguenti sottozone:
- Gragnano (limitatamente a rosso frizzante) - La zona di produzione comprende l'intero territorio dei comuni di: Gragnano e Pimonte; e parte del territorio del comune di: Castellamare di Stabia.
- Lettere (limitatamente a rosso frizzante) - La zona di produzione comprende l'intero territorio dei comuni di: Lettere e Casola di Napoli; e parte del territorio del comune di Sant'Antonio Abate.
- Sorrento (limitatamente a bianco e rosso) - La zona di produzione comprende l'intero territorio dei comuni di: Sorrento, Piano di Sorrento, Meta, Sant'Agnello, Massa Lubrense e Vico Equense.

## Storia
La coltivazione della vite sulle pendici dei Monti Lattari molto probabilmente è da far risalire ai greci i quali si adoperarono anche ad insegnare le tecniche colturali agli oschi, gli antichi abitanti della zona.
Anche nel periodo romano la vite e il vino prodotti nella zona avevano grandi estimatori del vino. Lo testimoniano i numerosi torchi (torcularium) ritrovati, i grandi dolia seminterrati dove era messo a fermentare l'uva pigiata, e le caratteristiche anfore fittili adatte al trasporto via mare.
Fino a metà del '900, si svolgeva tra i commercianti napoletani e i massari gragnanesi la "trafica del vino", ovvero l'acquisto del vino novello, portato poi a Napoli nelle botti su grandi carri, i traìni, non prima di aver provveduto ad abbondanti libagioni, pranzi sull'aia e balli al suono di flauti e tammorre.

## Tecniche di produzione
Sui recipienti contenenti i vini Penisola Sorrentina DOC deve obbligatoriamente figurare l'indicazione dell'annata di produzione delle uve ad eccezione della tipologia frizzante.

## Disciplinare
Il Penisola Sorrentina DOC è stato istituito con DM 3 ottobre 1994 pubblicato sulla Gazzetta Ufficiale n. 239 del 12 ottobre 1994.
Successivamente è stato modificato con:
- DM 30 novembre 2011 GU 295 - 20 dicembre 2011 Pubblicato sul sito ufficiale del Mipaaf Sezione Qualità e Sicurezza Vini DOP e IGP;
- La versione in vigore è stata approvata con DM 7 marzo 2014 Pubblicato sul sito ufficiale del Mipaaf Sezione Qualità e Sicurezza Vini DOP e IGP

## Tipologie

### Penisola Sorrentina bianco
|                                | bianco | Sorrento bianco |
| uvaggio                        | Falanghina e/o Biancolella e/o Greco bianco min 60%. Con una presenza di Falanghina minima del 40%. Possono concorrere altri vitigni a bacca bianca non aromatici idonei o consigliati per la provincia di Napoli max 40%. |                 |
| titolo alcolometrico minimo    | 10,00 % vol. | 11,00 % vol.    |
| acidità totale minima          | 5,0 g/l. |                 |
| estratto secco minimo          | 14,00 g/l |                 |
| resa massima di uva per ettaro | 120 q. | 110 q.          |
| resa massima di uva in vino    | 70 % |                 |

#### Caratteri organolettici
colore: giallo paglierino più o meno intenso;
odore: delicato, vinoso, gradevole;
sapore: secco, di giusto corpo, armonico;

#### Abbinamenti consigliati
Antipasti di pesce, pesce al forno o alla griglia.

### Penisola Sorrentina rosso
|                                | rosso | Sorrento rosso |
| uvaggio                        | Piedirosso (localmente detto Pér’ e palummo) e/o Sciascinoso (localmente detto Olivella) e/o Aglianico min 60%. Con una presenza di Piedirosso min 40%. Possono concorrere altri vitigni a bacca nera non aromatici idonei o consigliati per la provincia di Napoli max 40%. |                |
| titolo alcolometrico minimo    | 10,50% vol. | 11,50% vol.    |
| acidità totale minima          | 5,0 g/l. |                |
| estratto secco minimo          | 18,00 g/l |                |
| resa massima di uva per ettaro | 110 q. | 90 q.          |
| resa massima di uva in vino    | 70 % |                |

#### Caratteri organolettici
- Aspetto: rosso rubino più o meno intenso, tendente al granata (solo sottozona);
- Olfatto: vinoso, intenso (solo sottozona);
- Gusto: asciutto, di medio corpo, di buon corpo (solo sottozona), giustamente tannico;

#### Abbinamenti consigliati
Primi piatti a base di carne, portate di carne arrosto o alla griglia, formaggi di media stagionatura.

### Penisola Sorrentina rosso frizzante

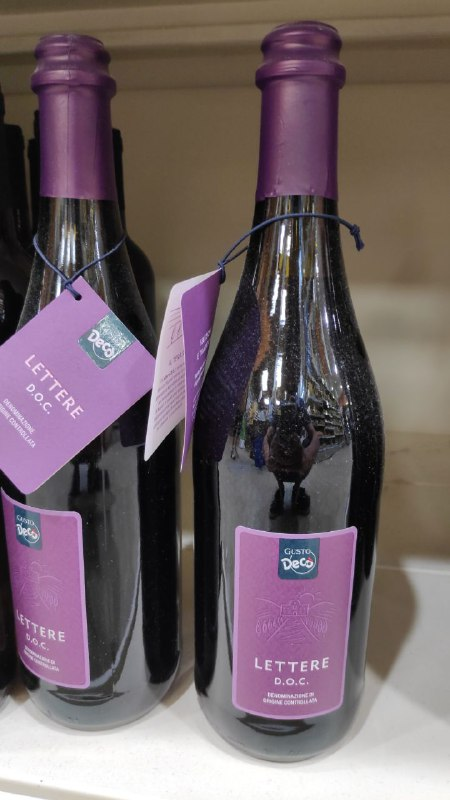
Penisola Sorrentina rosso frizzante Lettere

|                                | rosso frizzante | Lettere rosso frizzante | Gragnano rosso frizzante |
| uvaggio                        | Piedirosso (localmente detto Pér’ e palummo) e/o Sciascinoso (localmente detto Olivella) e/o Aglianico min 60%. Con una presenza di Piedirosso min 40%. Possono concorrere altri vitigni a bacca nera non aromatici idonei o consigliati per la provincia di Napoli max 40%. |                         |                          |
| titolo alcolometrico minimo    | 10,00% vol. | 11,00% vol.             |                          |
| acidità totale minima          | 5,5 g/l. |                         |                          |
| estratto secco minimo          | 18,00 g/l |                         |                          |
| resa massima di uva per ettaro | 110 q. | 90 q.                   |                          |
| resa massima di uva in vino    | 70 % |                         |                          |

#### Caratteri organolettici
- Aspetto: rosso rubino più o meno intenso; spuma: vivace, evanescente;
- Olfatto: vinoso, intenso, fruttato;
- Gusto: asciutto o morbido, a volte con vena amabile, sapido, frizzante, di medio corpo, sapido (solo sottozone);

#### Abbinamenti consigliati
Primi piatti a base di carne, portate di carne arrosto o alla griglia, formaggi di media stagionatura.